# Scybalocanthon sexspilotus
Scybalocanthon sexspilotus là một loài bọ cánh cứng trong họ Bọ hung (Scarabaeidae).